# Jesús Rubio
Jesús Rubio Gómez, noto anche come Chus Rubio o Txus Rubio (Andorra la Vella, 9 settembre 1994), è un calciatore andorrano, centrocampista dell'UE Santa Coloma e della nazionale andorrana.

## Carriera

### Club
Ha esordito nella stagione 2014-2015 con l'UE Santa Coloma.

### Nazionale
Ha esordito in nazionale il 12 novembre 2015 nell'amichevole persa per 1-0 contro Saint Kitts e Nevis. Il 15 giugno 2022 in una partita di Nations League contro il Liechtenstein segna un gol da 60 metri.

## Statistiche

### Cronologia presenze e reti in nazionale
| Cronologia completa delle presenze e delle reti in nazionale ― Andorra | Cronologia completa delle presenze e delle reti in nazionale ― Andorra | Cronologia completa delle presenze e delle reti in nazionale ― Andorra | Cronologia completa delle presenze e delle reti in nazionale ― Andorra | Cronologia completa delle presenze e delle reti in nazionale ― Andorra | Cronologia completa delle presenze e delle reti in nazionale ― Andorra | Cronologia completa delle presenze e delle reti in nazionale ― Andorra | Cronologia completa delle presenze e delle reti in nazionale ― Andorra |
| Data                                                                   | Città                                                                  | In casa                                                                | Risultato                                                              | Ospiti                                                                 | Competizione                                                           | Reti                                                                   | Note                                                                   |
| ---------------------------------------------------------------------- | ---------------------------------------------------------------------- | ---------------------------------------------------------------------- | ---------------------------------------------------------------------- | ---------------------------------------------------------------------- | ---------------------------------------------------------------------- | ---------------------------------------------------------------------- | ---------------------------------------------------------------------- |
| 12-11-2015                                                             | Andorra la Vella                                                       | Andorra                                                                | 0 – 1                                                                  | Saint Kitts e Nevis                                                    | Amichevole                                                             | -                                                                      | 51’                                                                    |
| 10-10-2016                                                             | Andorra la Vella                                                       | Andorra                                                                | 1 – 2                                                                  | Svizzera                                                               | Qual. Mondiali 2018                                                    | -                                                                      | 45’                                                                    |
| 13-11-2016                                                             | Budapest                                                               | Ungheria                                                               | 4 – 0                                                                  | Andorra                                                                | Qual. Mondiali 2018                                                    | -                                                                      |                                                                        |
| 22-2-2017                                                              | Serravalle                                                             | San Marino                                                             | 0 – 2                                                                  | Andorra                                                                | Amichevole                                                             | -                                                                      |                                                                        |
| 25-3-2017                                                              | Andorra la Vella                                                       | Andorra                                                                | 0 – 0                                                                  | Fær Øer                                                                | Qual. Mondiali 2018                                                    | -                                                                      | 45’                                                                    |
| 9-6-2017                                                               | Andorra la Vella                                                       | Andorra                                                                | 1 – 0                                                                  | Ungheria                                                               | Qual. Mondiali 2018                                                    | -                                                                      | 60’                                                                    |
| 16-8-2017                                                              | Burton-upon-Trent                                                      | Andorra                                                                | 0 – 1                                                                  | Qatar                                                                  | Amichevole                                                             | -                                                                      | 45’                                                                    |
| 3-9-2017                                                               | Tórshavn                                                               | Fær Øer                                                                | 1 – 0                                                                  | Andorra                                                                | Qual. Mondiali 2018                                                    | -                                                                      |                                                                        |
| 7-10-2017                                                              | Andorra la Vella                                                       | Andorra                                                                | 0 – 2                                                                  | Portogallo                                                             | Qual. Mondiali 2018                                                    | -                                                                      |                                                                        |
| 10-10-2017                                                             | Riga                                                                   | Lettonia                                                               | 4 – 0                                                                  | Andorra                                                                | Qual. Mondiali 2018                                                    | -                                                                      |                                                                        |
| 21-3-2018                                                              | La Línea de la Concepción                                              | Liechtenstein                                                          | 0 – 1                                                                  | Andorra                                                                | Amichevole                                                             | -                                                                      |                                                                        |
| 3-6-2018                                                               | Cova da Piedade                                                        | Andorra                                                                | 2 – 4                                                                  | Capo Verde                                                             | Amichevole                                                             | -                                                                      | 50’ 76’                                                                |
| 3-6-2018                                                               | Grödig                                                                 | Andorra                                                                | 0 – 0                                                                  | Emirati Arabi Uniti                                                    | Amichevole                                                             | -                                                                      |                                                                        |
| 6-9-2018                                                               | Riga                                                                   | Lettonia                                                               | 0 – 0                                                                  | Andorra                                                                | UEFA Nations League 2018-2019 - 1º Turno                               | -                                                                      | 54’                                                                    |
| 10-9-2018                                                              | Andorra la Vella                                                       | Andorra                                                                | 1 – 1                                                                  | Kazakistan                                                             | UEFA Nations League 2018-2019 - 1º Turno                               | -                                                                      | 80’                                                                    |
| 13-10-2018                                                             | Tbilisi                                                                | Georgia                                                                | 3 – 0                                                                  | Andorra                                                                | UEFA Nations League 2018-2019 - 1º Turno                               | -                                                                      | 88’                                                                    |
| 16-10-2018                                                             | Astana                                                                 | Kazakistan                                                             | 4 – 0                                                                  | Andorra                                                                | UEFA Nations League 2018-2019 - 1º Turno                               | -                                                                      | 84’                                                                    |
| 15-11-2018                                                             | Andorra la Vella                                                       | Andorra                                                                | 1 – 1                                                                  | Georgia                                                                | UEFA Nations League 2018-2019 - 1º Turno                               | -                                                                      | 90’                                                                    |
| 22-3-2019                                                              | Andorra la Vella                                                       | Andorra                                                                | 0 – 2                                                                  | Islanda                                                                | Qual. Euro 2020                                                        | -                                                                      | 18’ 87’                                                                |
| 25-3-2019                                                              | Andorra la Vella                                                       | Andorra                                                                | 0 – 3                                                                  | Albania                                                                | Qual. Euro 2020                                                        | -                                                                      | 59’                                                                    |
| 8-6-2019                                                               | Chișinău                                                               | Moldavia                                                               | 1 – 0                                                                  | Andorra                                                                | Qual. Euro 2020                                                        | -                                                                      | 71’                                                                    |
| 11-6-2019                                                              | Andorra la Vella                                                       | Andorra                                                                | 0 – 4                                                                  | Francia                                                                | Qual. Euro 2020                                                        | -                                                                      | 11’                                                                    |
| 10-9-2019                                                              | Saint-Denis                                                            | Francia                                                                | 3 – 0                                                                  | Andorra                                                                | Qual. Euro 2020                                                        | -                                                                      | 51’                                                                    |
| 11-10-2019                                                             | Andorra la Vella                                                       | Andorra                                                                | 1 – 0                                                                  | Moldavia                                                               | Qual. Euro 2020                                                        | -                                                                      | 32’                                                                    |
| 14-11-2019                                                             | Elbasan                                                                | Albania                                                                | 2 – 2                                                                  | Andorra                                                                | Qual. Euro 2020                                                        | -                                                                      | 19’ 71’                                                                |
| 3-9-2020                                                               | Riga                                                                   | Lettonia                                                               | 0 – 0                                                                  | Andorra                                                                | UEFA Nations League 2020-2021 - 1º Turno                               | -                                                                      | 34’                                                                    |
| 6-9-2020                                                               | Andorra la Vella                                                       | Andorra                                                                | 0 – 1                                                                  | Fær Øer                                                                | UEFA Nations League 2020-2021 - 1º Turno                               | -                                                                      | 88’                                                                    |
| 25-3-2021                                                              | Andorra la Vella                                                       | Andorra                                                                | 0 – 1                                                                  | Albania                                                                | Qual. Mondiali 2022                                                    | -                                                                      | 44’ 56’                                                                |
| 28-3-2021                                                              | Varsavia                                                               | Polonia                                                                | 3 – 0                                                                  | Andorra                                                                | Qual. Mondiali 2022                                                    | -                                                                      | 62’                                                                    |
| 5-9-2021                                                               | Londra                                                                 | Inghilterra                                                            | 4 – 0                                                                  | Andorra                                                                | Qual. Mondiali 2022                                                    | -                                                                      | 90’                                                                    |
| 9-10-2021                                                              | Andorra la Vella                                                       | Andorra                                                                | 0 – 5                                                                  | Inghilterra                                                            | Qual. Mondiali 2022                                                    | -                                                                      |                                                                        |
| 25-3-2022                                                              | Andorra la Vella                                                       | Andorra                                                                | 1 – 0                                                                  | Saint Kitts e Nevis                                                    | Amichevole                                                             | -                                                                      | 63’                                                                    |
| 3-6-2022                                                               | Riga                                                                   | Lettonia                                                               | 3 – 0                                                                  | Andorra                                                                | UEFA Nations League 2022-2023 - 1º Turno                               | -                                                                      |                                                                        |
| 10-6-2022                                                              | Andorra la Vella                                                       | Andorra                                                                | 2 – 1                                                                  | Liechtenstein                                                          | UEFA Nations League 2022-2023 - 1º Turno                               | 1                                                                      |                                                                        |
| 14-6-2022                                                              | Chișinău                                                               | Moldavia                                                               | 2 – 1                                                                  | Andorra                                                                | UEFA Nations League 2022-2023 - 1º Turno                               | -                                                                      | 90’                                                                    |
| 22-9-2022                                                              | Vaduz                                                                  | Liechtenstein                                                          | 0 – 2                                                                  | Andorra                                                                | UEFA Nations League 2022-2023 - 1º Turno                               | -                                                                      |                                                                        |
| 16-11-2022                                                             | Malaga                                                                 | Andorra                                                                | 0 – 1                                                                  | Austria                                                                | Amichevole                                                             | -                                                                      | 88’                                                                    |
| 19-11-2022                                                             | Gibilterra                                                             | Gibilterra                                                             | 1 – 0                                                                  | Andorra                                                                | Amichevole                                                             | -                                                                      | 25’ 90’                                                                |
| 25-3-2023                                                              | Andorra la Vella                                                       | Andorra                                                                | 0 – 2                                                                  | Romania                                                                | Qual. Euro 2024                                                        | -                                                                      |                                                                        |
| 28-3-2023                                                              | Pristina                                                               | Kosovo                                                                 | 1 – 1                                                                  | Andorra                                                                | Qual. Euro 2024                                                        | -                                                                      |                                                                        |
| 16-6-2023                                                              | Andorra la Vella                                                       | Andorra                                                                | 1 – 2                                                                  | Svizzera                                                               | Qual. Euro 2024                                                        | -                                                                      | 23’                                                                    |
| 12-10-2023                                                             | Andorra la Vella                                                       | Andorra                                                                | 0 – 3                                                                  | Kosovo                                                                 | Qual. Euro 2024                                                        | -                                                                      |                                                                        |
| 15-10-2023                                                             | Bucarest                                                               | Romania                                                                | 4 – 0                                                                  | Andorra                                                                | Qual. Euro 2024                                                        | -                                                                      | 37’ 65’                                                                |
| 21-3-2024                                                              | Annaba                                                                 | Andorra                                                                | 1 – 1                                                                  | Sudafrica                                                              | Amichevole                                                             | -                                                                      | 66’                                                                    |
| 25-3-2024                                                              | Annaba                                                                 | Bolivia                                                                | 1 – 0                                                                  | Andorra                                                                | Amichevole                                                             | -                                                                      | 62’                                                                    |
| 5-6-2024                                                               | Badajoz                                                                | Spagna                                                                 | 5 – 0                                                                  | Andorra                                                                | Amichevole                                                             | -                                                                      | 79’                                                                    |
| 10-9-2024                                                              | Andorra la Vella                                                       | Andorra                                                                | 0 – 1                                                                  | Malta                                                                  | UEFA Nations League 2024-2025 - 1º turno                               | -                                                                      | 64’                                                                    |
| 19-11-2024                                                             | Ta' Qali                                                               | Malta                                                                  | 0 – 0                                                                  | Andorra                                                                | UEFA Nations League 2024-2025 - 1º turno                               | -                                                                      | 77’                                                                    |
| 24-3-2025                                                              | Tirana                                                                 | Albania                                                                | 3 – 0                                                                  | Andorra                                                                | Qual. Mondiali 2026                                                    | -                                                                      | 62’                                                                    |
| 7-6-2025                                                               | Cornellà de Llobregat                                                  | Andorra                                                                | 0 – 1                                                                  | Inghilterra                                                            | Qual. Mondiali 2026                                                    | -                                                                      | 75’                                                                    |
| Totale                                                                 |                                                                        | Presenze                                                               | 50                                                                     |                                                                        | Reti                                                                   | 1                                                                      |                                                                        |

## Palmarès

### Club

#### Competizioni nazionali
- Supercopa andorrana: 3

FC Santa Coloma: 2019
Inter Escaldes: 2021, 2022
- Campionato andorrano: 1

Inter Escaldes: 2021-2022
- Copa Constitució: 1

UE Santa Coloma: 2024